# Segona Sofística
A la fi del segle i dC, durant el segle ii, iii i iv fins ben entrat el segle v, va despuntar dins de l'anomenat hel·lenisme un renaixement de la retòrica grega denominat Segona sofística per un dels seus membres, Filòstrat, autor d'una Vida dels sofistes.
Figuren entre els principals autors d'aquest corrent Nicetes d'Esmirna, considerat per Filòstrat l'iniciador; el seu deixeble Escopelià, Marc Antoni Polemó, Herodes Àtic, Eli Aristides, Dió de Prusa, Favorí d'Arle, Alcífron, Claudi Elià, el mateix Filòstrat, Llucià de Samòsata, Ateneu de Nàucratis, Apol·lodor el mitògraf, Filó d'Alexandria, Màxim de Tir, Libani, Himeri, Temisti, l'emperador Julià, Procopi de Gaza, Corici de Gaza, Enees de Gaza i, el que és sens dubte el més important de tots, Plutarc de Queronea.